# Aeroporto de Örnsköldsvik
O Aeroporto de Örnsköldsvik (em inglês:  Örnsköldsvik Airport; código IATA: OER, código ICAO: ESNO) está localizado a 25 km a norte da cidade de Örnsköldsvik, no norte da Suécia.